# Jossmar (nombre)
Jossmar es un nombre masculino, variante del nombre «Josmar», mezcla entre los nombres José y María. 
También puede ser utilizado como apodo, pero no es muy común. 

## Otras variantes
| Nombre    | Género             |
| --------- | ------------------ |
| Josimar   | Masculino          |
| Jossimar  | Masculino          |
| Josemar   | Masculino          |
| Jasmar    | Masculino/Femenino |
| Josmary   | Femenino           |
| Josemarie | Femenino           |
| Josmara   | Femenino           |